# Baden 9 kreuzer kleurfout blauwgroen

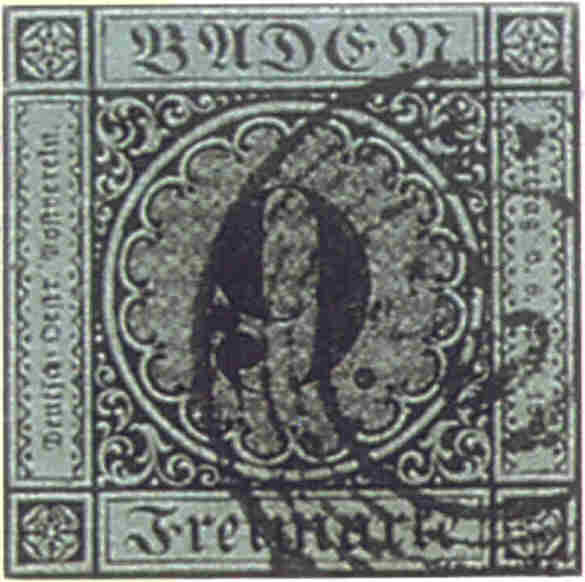
De foutdruk uit 1851

De Baden 9 kreuzer kleurfout blauwgroen is een foutdruk van een postzegel in de eerste emissie van Baden in 1851.
De zegels werden met zwarte inkt op gekleurd papier gedrukt. De kleur blauwgroen was bestemd voor de zegel van 6 kreuzer, lilaroze voor 9 kreuzer. De fout werd over het hoofd gezien en het is niet bekend hoe de fout is ontstaan. Er zijn twee verklaringen mogelijk:
- De drukker heeft een beschadigde cliché vervangen en daarbij een verkeerde cliché (9 kreuzer) in de drukplaat (6 kreuzer) gemonteerd.
- De drukker heeft de verkeerde drukplaat voor het blauwgroene papier gepakt.

De kleurfout werd pas 43 jaar later ontdekt en er zijn slechts drie exemplaren bekend, waarvan twee op brief. Het mooiste exemplaar bevindt zich in het postmuseum van Bonn. De postzegel is uiterst zeldzaam. De waarde wordt geschat op een paar miljoen euro.
Audrey Hepburn-postzegel · Baden 9 kreuzer kleurfout blauwgroen · Bazeler duif · Benjamin Franklin 1c Z-grill · British Guiana 1c magenta · Curtiss Jenny kopstaand · Gele dom · HMS Glasgow foutdruk · Omgekeerde Dendermonde · Penny Black · Post Office Mauritius · Rode Mercurius · Sachsendreier · Schwarzer Einser · Tre skilling banco geel